# Мери
Мерѝ (на италиански и на сицилиански: Merì) е село и община в Южна Италия, провинция Месина, автономен регион и остров Сицилия. Разположено е на 162 m надморска височина. Населението на общината е 2409 души (към 2012 г.).